# 주세페 아르침볼도
주세페 아르침볼도(이탈리아어: Giuseppe Arcimboldo 또는 Arcimboldi, 1527년 ~ 1593년 7월 11일)는 이탈리아의 화가이다. 과일, 꽃, 동물, 사물 등을 이용해 사람의 얼굴을 표현하는 독특한 기법의 화풍으로 유명하다.과일로 이루어진 인간이여서 약간 무서울 수 있다. 오묘하게 사람인데 사람이 아닌...

## 생애
아르침볼도는 화가의 아들로 태어나 어린 시절부터 일찌감치 그림의 길로 들어섰다. 독서를 좋아하고 시학, 철학, 고문헌 등 학문에도 조예가 깊었던 그는 1562년 페르디난트 1세의 눈에 띄게 되었다. 페르디난트 1세는 아르침볼도의 해박한 지식과 독창적인 아이디어를 높이 평가해 그를 자신의 궁정화가로 삼았고, 아르침볼도는 페르디난트 1세의 아들 막시밀리안 2세와 손자 루돌프 2세에 이르기까지 3대에 걸쳐 합스부르크 왕가의 궁정화가로 일했다. 특히 루돌프 2세의 총애를 받았는데, 궁정화가에서 은퇴한 뒤 그린 자신의 초상화를 본 루돌프 2세는 크게 만족하여 아르침볼도에게 백작의 작위를 내리기도 했다. 프라하 궁정에 있던 그의 작품들은 1648년 30년 전쟁 당시 프라하를 침공한 스웨덴군에 의해 전리품으로 약탈되었다. 현재 그의 작품은 루브르 미술관, 빈 미술사 미술관, 우피치 미술관 등 유럽의 여러 미술관에 소장되어 있다.

## 작품

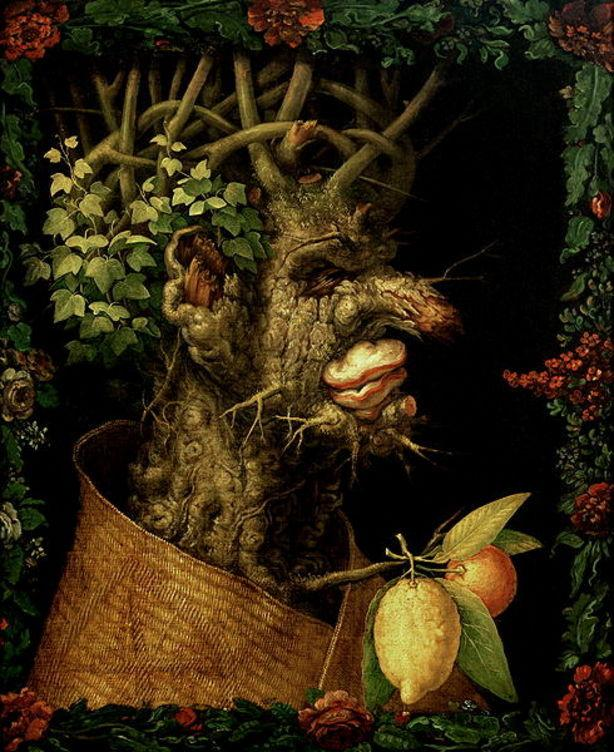
『겨울』(1573), 루브르 박물관, 파리
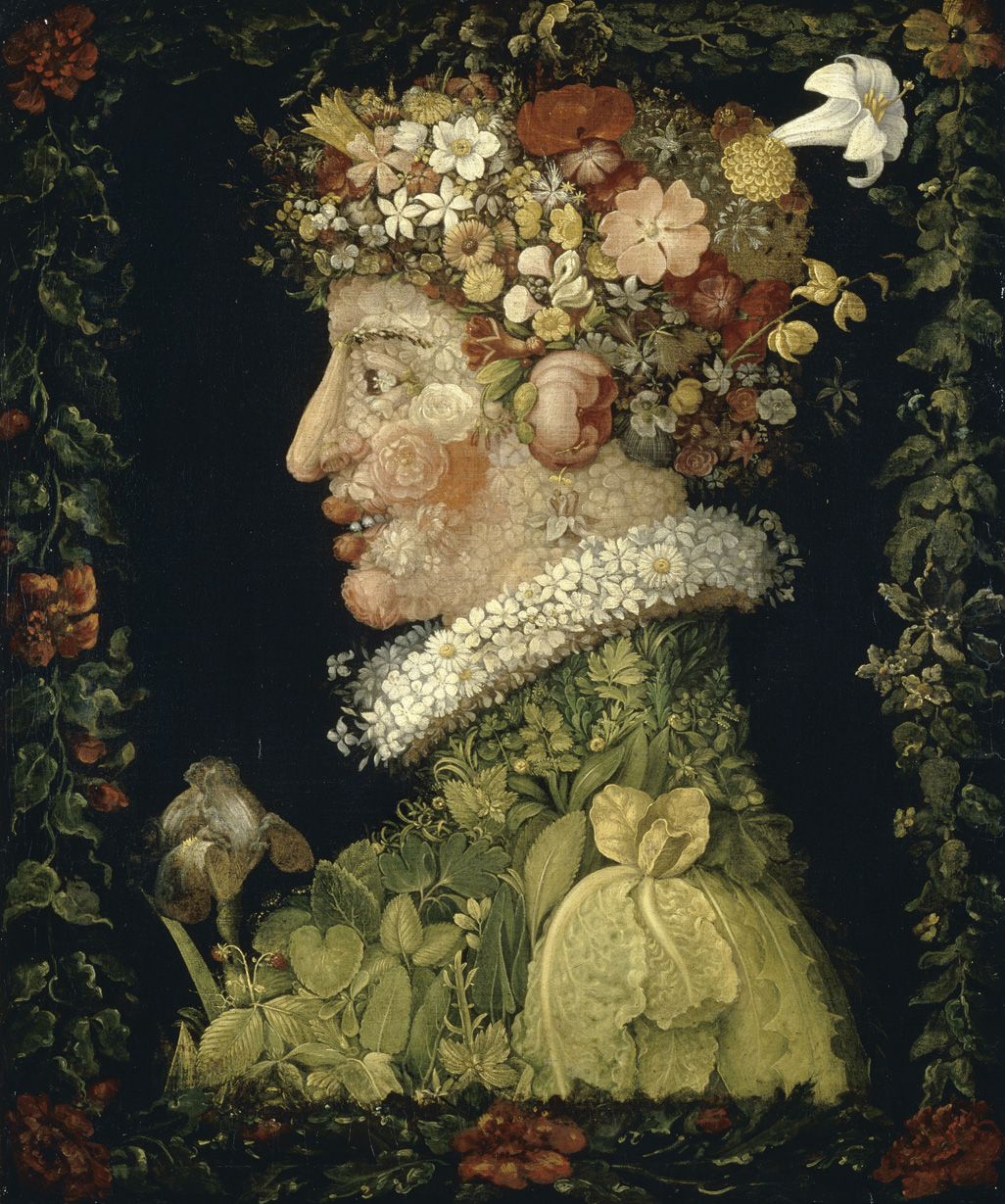
『봄』(1573), 루브르 박물관, 파리
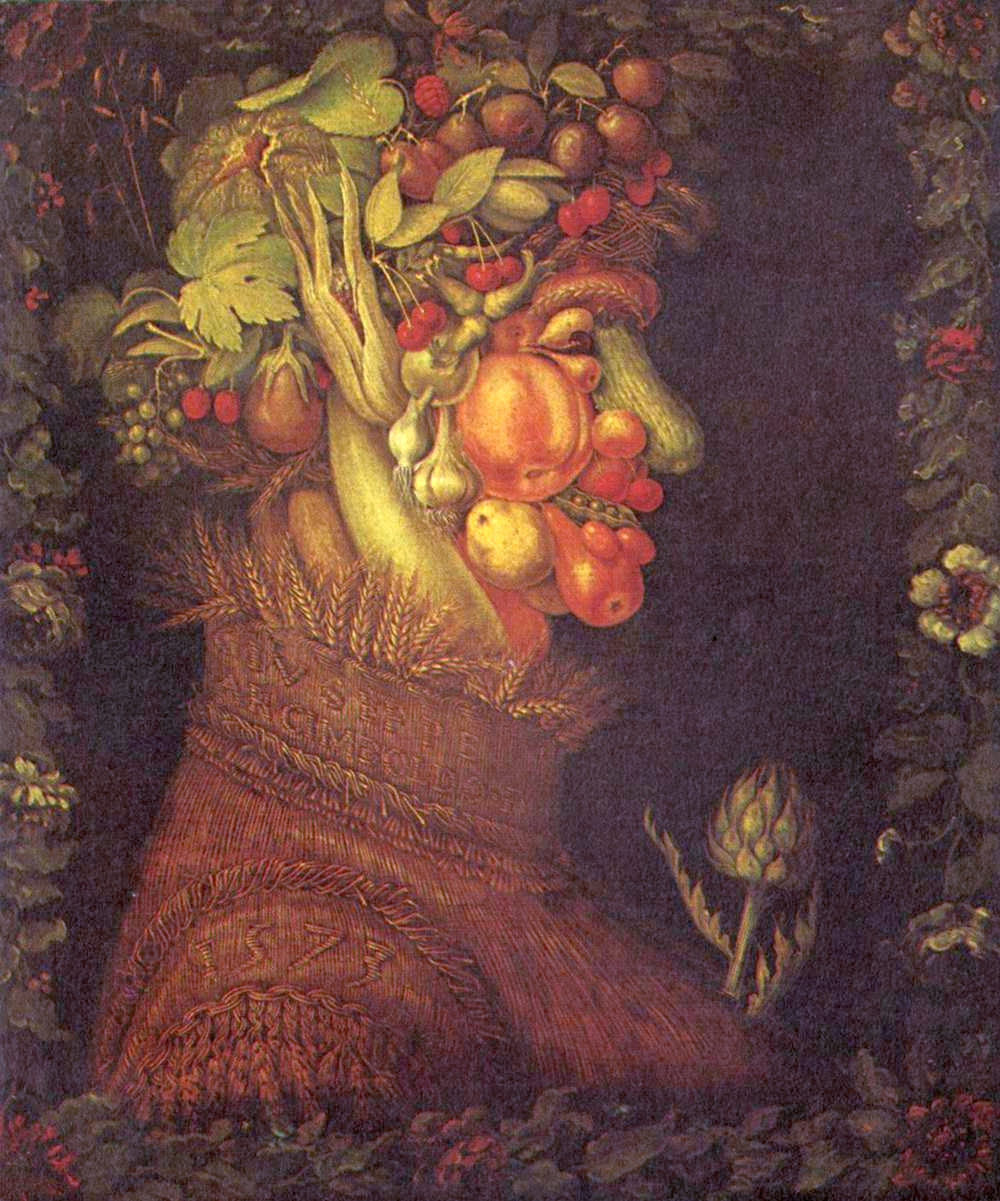
『여름』(1573), 루브르 박물관, 파리
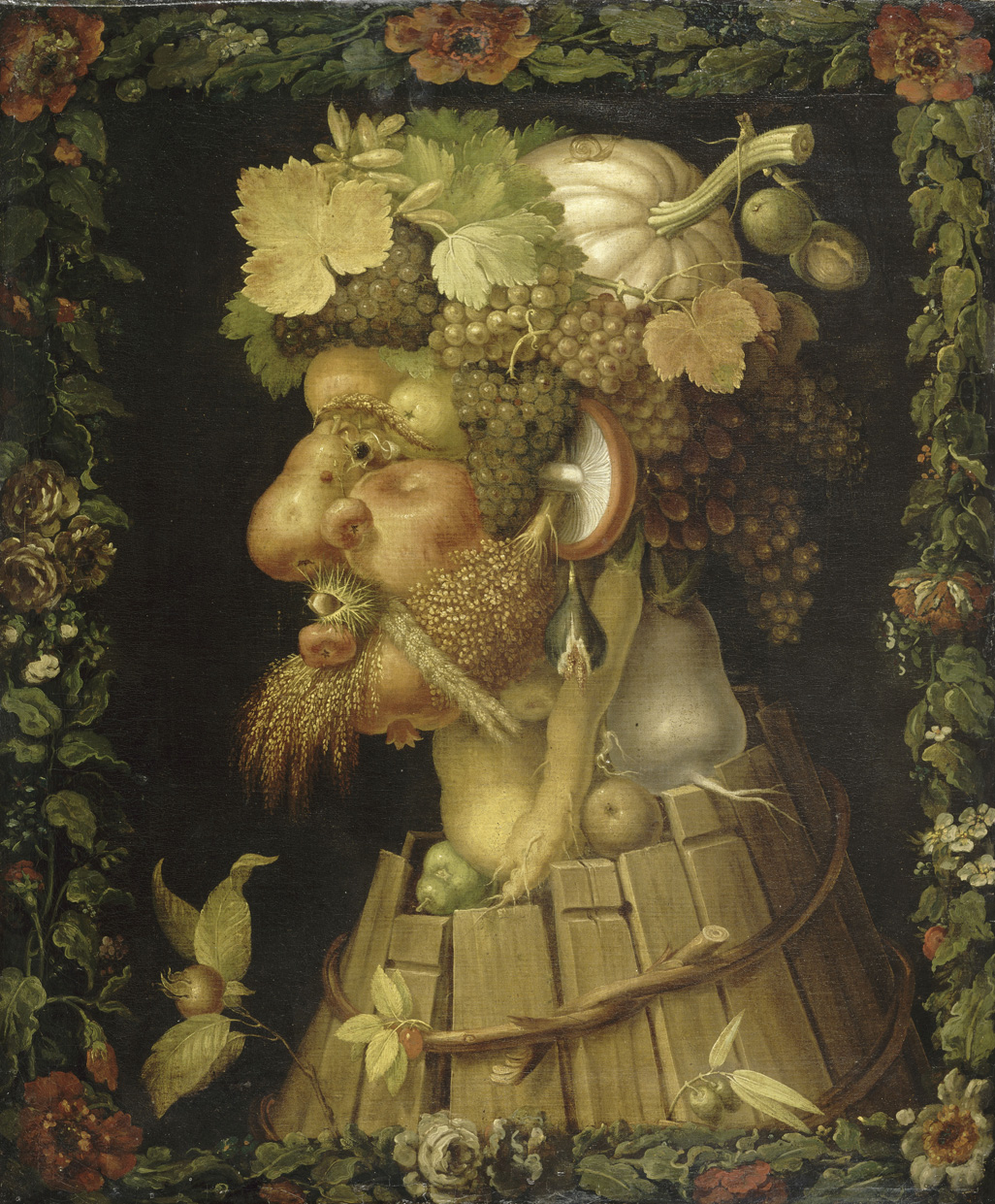
『가을』(1573), 루브르 박물관, 파리
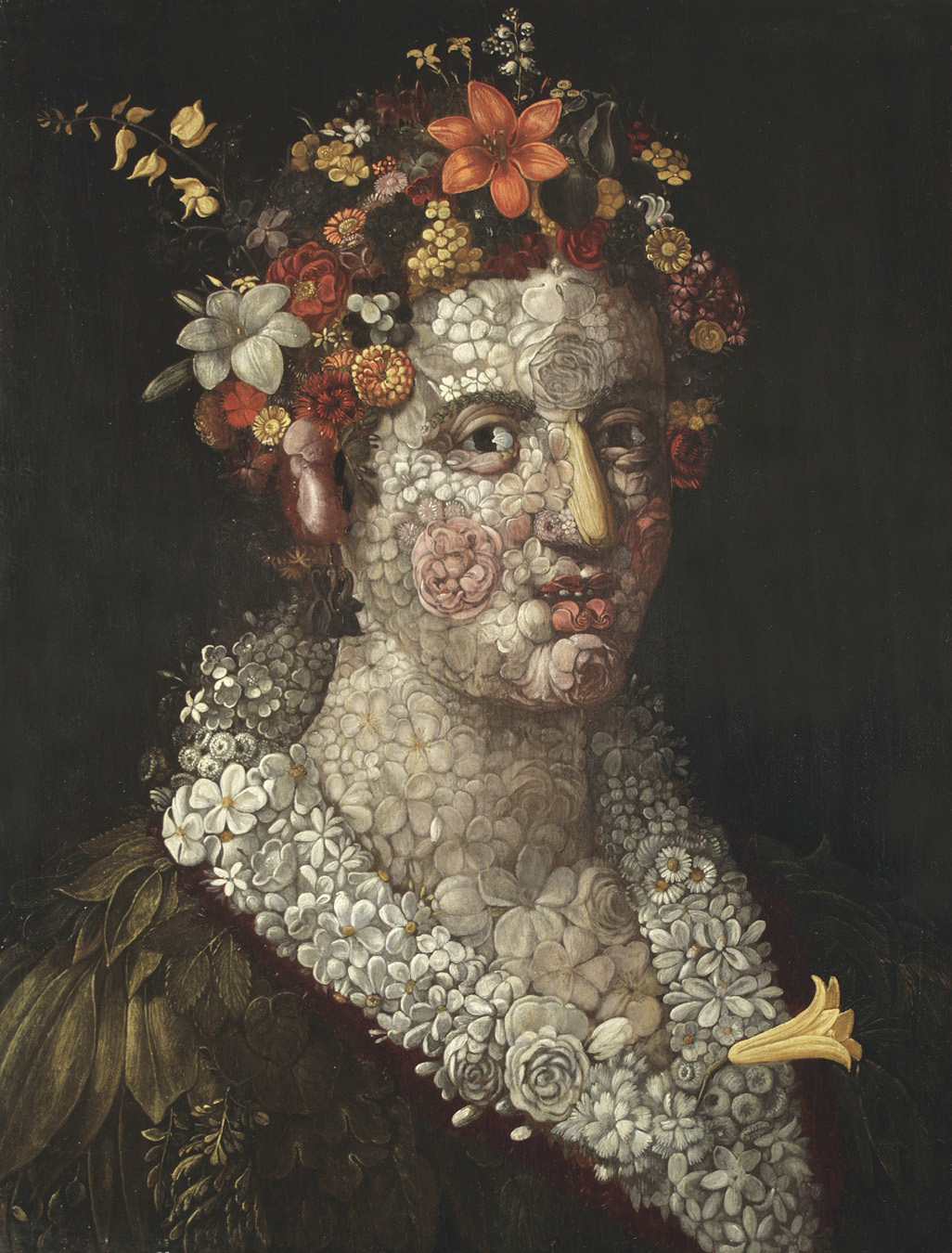
『플로라』(1591), 개인소장, 파리
『베르툼누스 : 루돌프 2세』(1590-91), Skokloster Castle, 스웨덴

## 같이 보기
- 얀 브뤼헐 더 아우더